# Малетин, Сергей Владимирович
Серге́й Влади́мирович Мале́тин (род. 3 марта 1968, Барнаул, СССР) — советский и российский футболист, полузащитник.

## Карьера
Воспитанник барнаульского футбола. Первый тренер — Владимир Григорьевич Маркин. В 1985—1993 годах играл за местное «Динамо». В сентябре 1993 года перешёл в «Политехник-92». В 1994 году подписал контракт с «Океаном». Выступал в чемпионате Казахстана за «Мунайши» и в чемпионате Узбекистана за «Бухару». Также защищал цвета «Магнитки» и новокузнецкого «Металлурга». Завершил карьеру в 2001 году в прокопьевском «Шахтёре».

## Достижения
- Победитель зоны «Восток» Второго дивизиона России: 1999
- Бронзовый призёр 7-й зоны Второго дивизиона России: 1993
- Бронзовый призёр 4-й зоны Второй лиги СССР (2): 1986, 1989